# Молоді серця (фільм, 2013)
«Молоді серця» (англ. Love and Honor) — кінофільм режисера Денні Муні, що вийшов на екрани в 2013 році.

## Зміст
Делтон самовільно залишає розташування частини, у якій служить. Він вирушає у захопливу подорож із веселою студентською компанією. Там він зустрічає воістину чарівну дівчину та остаточно втрачає голову. Заради минущого задоволення він готовий піти на невиправданий ризик, адже покарання військового трибуналу може бути досить суворим. Та це не може погасити вогонь молодого серця…

## Ролі
| Актор           | Роль |
| --------------- | ---- |
| Ліам Гемсворт   | -    |
| Остін Стовелл   | -    |
| Тереза Палмер   | -    |
| Еймі Тігарден   | -    |
| Кріс Ловелл     | -    |
| Ваятт Расселл   | -    |
| Макс Адлер      | -    |
| Майкл Еллісон   | -    |
| Лорен Мей Шафер | -    |
| Кріс Ньюман     | -    |

## Знімальна група
- Режисер — Денні Муні
- Сценарист — Джим Бернштейн, Гаррет К. Шифф
- Продюсер — Джессіка Колдвелл, Річард Нейстадтер, Алехандро Де Леон
- Композитор — Алекс Хеффес